# Optická otáčivost
Optická otáčivost (též optická aktivita, optická stáčivost) je schopnost chirálních látek stáčet rovinu polarizace světla.
Jako jeden z prvních pozoroval optickou otáčivost Jean-Baptiste Biot na počátku 19. století.

## Veličina a jednotky
Jako fyzikální veličina je optická otáčivost {\displaystyle [\alpha ]} určité látky definovaná vztahem
{\displaystyle [\alpha ]={\alpha  \over l\rho }={\alpha  \over l}\cdot {V \over m}=\alpha \cdot {S \over m}={\alpha  \over \sigma }}
kde
{\displaystyle \alpha } je úhel otočení roviny polarizace světla při průchodu médiem obsahujícím danou látku,
{\displaystyle l} je délka optické dráhy v médiu,
{\displaystyle m} je hmotnost látky rovnoměrně rozptýlené v objemu {\displaystyle V} nebo v kolmém průmětu podél optické dráhy do plochy o obsahu {\displaystyle S},
{\displaystyle \rho =m/V} je hmotnostní koncentrace látky,
{\displaystyle \sigma =m/S} je plošná hmotnostní koncentrace látky v kolmém průmětu podél optické dráhy.
Protože optická otáčivost závisí na teplotě {\displaystyle \theta } a zejména na vlnové délce světla {\displaystyle \lambda } (ve vakuu), připojují se k její značce indexy specifikující hodnoty těchto veličin v podobě {\displaystyle [\alpha ]_{\lambda }^{\theta }}. Obvykle se tabeluje hodnota {\displaystyle [\alpha ]_{\mathrm {D} }^{20}} neboli optická otáčivost při teplotě 20 °C a vlnové délce sodíkové spektrální čáry D, tj. 589,3 nm.
Hlavní jednotkou SI je radián metr čtvereční na kilogram (rad m2/kg).
V analytické chemii, hlavní oblasti použití veličiny, se však v definičním vztahu typicky úhel {\displaystyle \alpha } dosazuje ve stupních (°), délka {\displaystyle l} v decimetrech (dm), objem {\displaystyle V} v mililitrech (mL, cm3) a hmotnost {\displaystyle m} v gramech (g). Optická otáčivost pak vyjde v jednotkách stupeň decimetr čtvereční na kilogram (° dm2/kg). V těchto jednotkách se optická otáčivost obvykle uvádí a název jednotky se často (formálně nesprávně) zkracuje na pouhý stupeň (°). Následují různé varianty zápisu této jednotky a její vyjádření hlavní jednotkou:
1° dm2/kg = 1° cm3 g−1 dm−1 = 1° mL g−1 dm−1 = π⁄18 000 rad m2/kg ≈ 0,000 174 533 rad m2/kg

## Opticky aktivní látky
Látky vyznačující se optickou aktivitou se označují jako opticky aktivní. Mezi opticky aktivní látky patří některé krystaly (např. křemen) a některé kapaliny (různé organické kapaliny, např. roztok třtinového cukru).
Samotné stáčení polarizační roviny se označuje jako rotační polarizace. Pro rotační polarizaci platí Biotovy zákony.
Kromě velikosti otáčivosti se určuje i směr. Rozeznávají se tak opticky aktivní látky pravotočivé, které stáčejí polarizační rovinu ve směru chodu hodinových ručiček, a levotočivé, které ji stáčejí proti směru chodu hodinových ručiček, a to z pohledu pozorovatele, proti směru šíření světla (znaménko optické rotace je tedy opačné, než je smysl rotace samotného světla). Existuje tak například levotočivý a pravotočivý křemen. Směs stejných množství pravotočivé a levotočivé látky vytváří opticky neaktivní látku – racemát – tedy látku, která polarizační rovinu nestáčí. Příkladem může být opticky neaktivní kyselina hroznová, což je směs stejných množství pravotočivé a levotočivé kyseliny vinné (molekuly kyseliny levovinné a pravovinné jsou svými zrcadlovými obrazy).
Levotočivé látky se nazývají levo-izomery a označují jako (l) a nebo (−), zatímco pravotočivé izomery jsou nazývány jako dextro-izomery a označovány jako (d) nebo (+).
Obvykle se uvažuje lineárně polarizované světlo; rovina polarizace se po průchodu chirální látkou změní o úhel, který je úměrný délce dráhy, kterou světlo v látce urazilo. Optická otáčivost závisí na vlnové délce (označuje se jako disperze optické otáčivosti), teplotě a koncentraci.
Pro měření je běžně používáno světla (D-linie) ze sodíkové výbojky o vlnové délce 589,3 nm.

## Využití
Závislosti optické otáčivosti na koncentraci opticky aktivní látky je využíváno v analytické chemii při stanovení koncentrace. Optická otáčivost se měří pomocí polarimetrů, koncentrace se vypočítá dle vzorce
{\displaystyle c={\frac {100\alpha }{l\cdot \ [\alpha ]_{D}^{20}\cdot \sigma _{20}}}},
kde c je koncentrace v procentech, {\displaystyle \alpha } úhel otočení ve stupních při teplotě (20±0,5) °C, {\displaystyle l} délka polarimetrické trubice v decimetrech a {\displaystyle \sigma } hustota při 20 °C v g/cm³.
Poslední Biotův zákon umožňuje odlišit pravotočivou látku od levotočivé. Sled barev získaných rozkladem bílého světla levotočivou látkou pozorovaný při otáčení analyzátoru, je opačný než v případě látky pravotočivé.
Z Biotových zákonů vyplývá, že složené světlo se rotační polarizací rozkládá na jednotlivé barvy. Tento jev je označován jako rotační disperze (rozklad) světla. Rotační disperzi lze popsat vztahem
{\displaystyle \alpha ={\frac {A}{\lambda ^{2}}}},
kde {\displaystyle A} je konstanta a {\displaystyle \lambda } je vlnová délka světla. Tento vztah platí poměrně přesně s výjimkou oblastí, v nichž je pozorována anomální disperze. V takovém případě je třeba použít složitější výraz
{\displaystyle \alpha =\sum _{i}{\frac {A_{i}}{\lambda ^{2}-\lambda _{i}^{2}}}},
kde {\displaystyle \lambda _{i}} jsou vlnové délky, při kterých je světlo v látce pohlcováno.
Rotační polarizaci lze objasnit na základě předpokladu, že opticky aktivní látka rozloží lineárně polarizovanou vlnu na dva eliptické kmity, v nichž amplitudy rotují v opačných směrech. Ve směru optické osy jsou obě takto vzniklé světelné vlny kruhově polarizované, přičemž postupují různými rychlostmi. Pokud je rychlost pravotočivého kmitu větší než rychlost kmitu levotočivého, vznikne mezi oběma kruhovými kmity takový fázový rozdíl, že výsledný kmit se stočí vpravo, tzn. látka je pravotočivá. Podobně je tomu u levotočivých látek.

## Vlastnosti
Opticky aktivní je libovolná látka vložená do magnetického pole. Je-li směr magnetického pole rovnoběžný se směrem šíření světla, nastává tak Faradayův jev.